# American Football League (1940.)
American Football League (AFL) je bila profesionalna liga američkog nogometa koja je djelovala 1940. i 1941. godine u Sjedinjenim Amerčkim Državama.

## Sudionici
| klub (posljednji naziv) | nazivi u AFL                        | sezone      | sjedište   | sav. država   | sezona u ligi | pob-izg-ner (omjer u AFL-u) | napomene                                                                                          |
| ----------------------- | ----------------------------------- | ----------- | ---------- | ------------- | ------------- | --------------------------- | ------------------------------------------------------------------------------------------------- |
| Boston Bears            | Boston Bears                        | 1940.       | Boston     | Massachusetts | 1             | 5 - 4 - 1                   |                                                                                                   |
| Buffalo Tigers          | Buffalo Indians Buffalo Tigers      | 1940. 1941. | Buffalo    | New York      | 2             | 4 - 14 - 0                  |                                                                                                   |
| Cincinnati Bengals      | Cincinnati Bengals                  | 1940.-1941. | Cincinnati | Ohio          | 2             | 2 - 12 - 2                  | osnoovani 1937. 1939. članovi American Professional Football Association (APFA) ugašeni 1942.     |
| Columbus Bullies        | Columbus Bullies                    | 1940.-1941. | Colimbus   | Ohio          | 2             | 13 - 2 - 3                  | osnoovani 1939. 1939. članovi American Professional Football Association (APFA) ugašeni 1942.     |
| Milwaukee Chiefs        | Milwaukee Chiefs                    | 1940.-1941. | Milwaukee  | Wisconsin     | 2             | 11 - 5 - 1                  | 1940. su trebali igrati u American Professional Football Association (APFA), prije nastanka AFL-a |
| New York Yankees        | New York Yankees New York Americans | 1940. 1941. | New York   | New York      | 2             | 9 - 7 - 1                   | 1941. kao New York Yankees igrali i u American Association                                        |

## Prvaci i drugoplasirani
| sezona | klubova | prvak            | drugoplasirani     |
| ------ | ------- | ---------------- | ------------------ |
| 1940.  | 6       | Columbus Bullies | Milwaukee Chiefs   |
| 1941.  | 5       | Columbus Bullies | New York Americans |

## Pregled plasmana
| klub                                | sez. | 1940. | 1941. |
| ----------------------------------- | ---- | ----- | ----- |
| Columbus Bullies                    | 2    | 1.    | 1.    |
| Milwaukee Chiefs                    | 2    | 2.    | 3.    |
| Boston Bears                        | 1    | 3.    |       |
| New York Yankees New York Americans | 2    | 4.    | 2.    |
| Buffalo Indians Buffalo Tigers      | 2    | 5.    | 4.    |
| Cincinnati Bengals                  | 2    | 6.    | 5.    |

## Vanjske poveznice
- (engl.) footballresearch.com